# Os à moelle
Pour les articles homonymes, voir Os, Moelle et L'Os à moelle.
Un os à moelle, est, en gastronomie, un os long et creux, contenant de la moelle osseuse, utilisée pour des recettes de cuisine telles que les bouillon, pot-au-feu, phở, osso buco, ou risotto à la milanaise,,.

## Histoire
Il s'agit d'os, tels le tibia, consommés depuis la Préhistoire, prélevés par désossage des animaux de boucherie, principalement le bœuf et le veau.

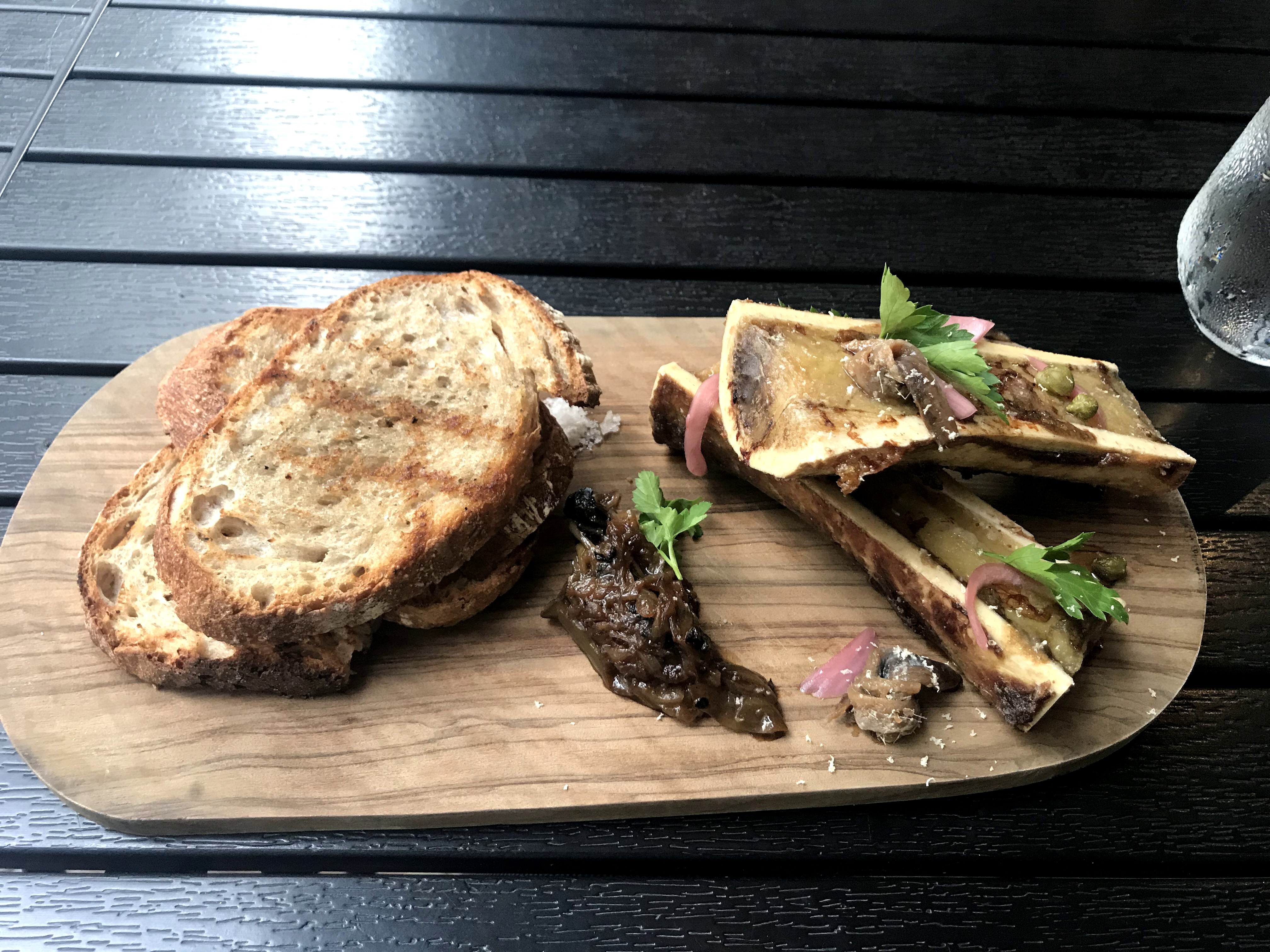
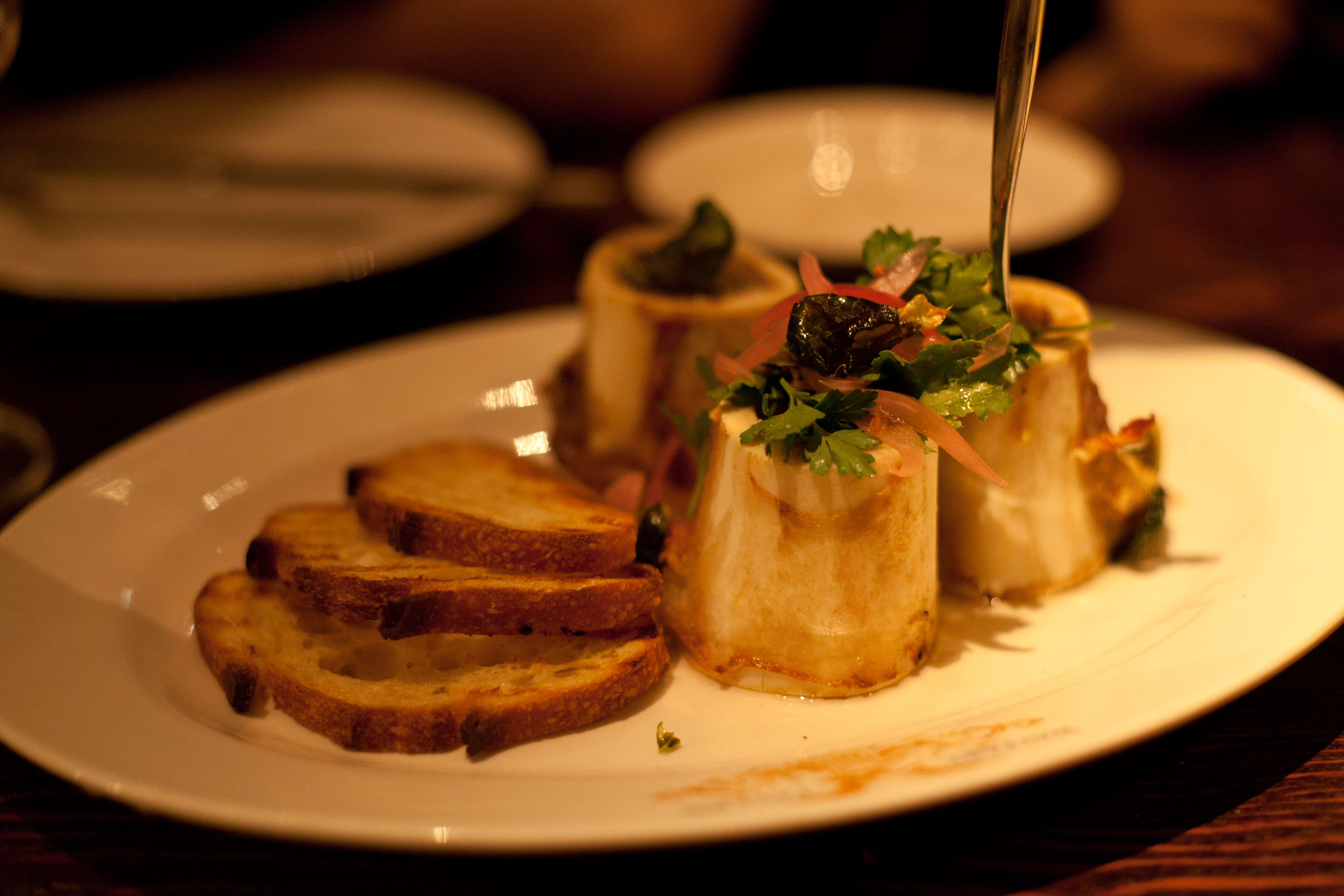
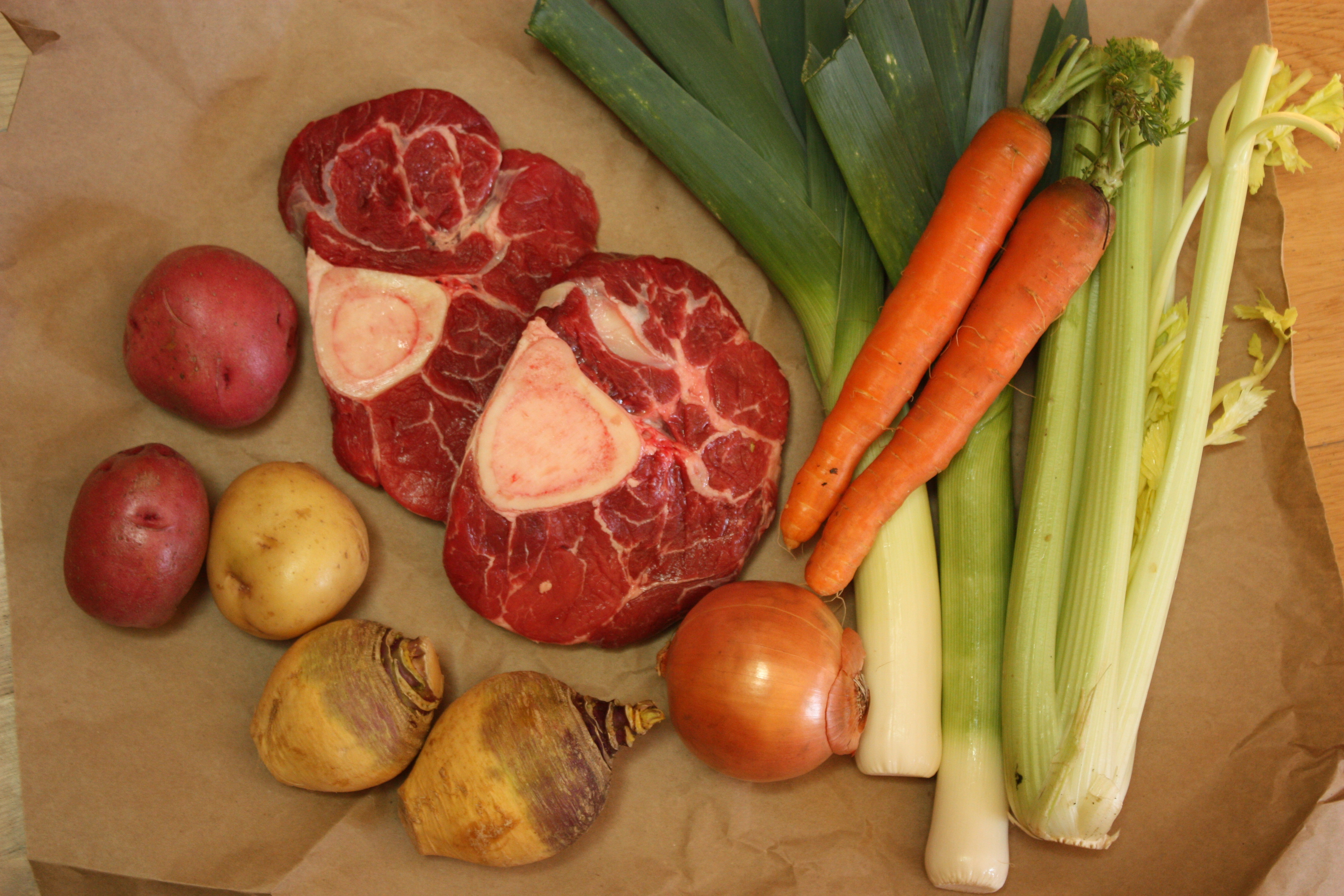

La moelle jaune se trouve notamment dans le jarret de bœuf, coupé de façon perpendiculaire à l'os. Ce terme peut également s’appliquer à d'autres viandes, comme celle de veau de l'osso buco.

## Préparation
L'os à moelle peut être cuit longuement dans un bouillon, comme dans le pot-au-feu, ou le phở de la cuisine vietnamienne, ou alors grillé au four, et dégusté avec du pain. Le jarret peut être également coupé dans le sens de la longueur quand il est grillé, pour assurer une meilleure cuisson de la moelle.

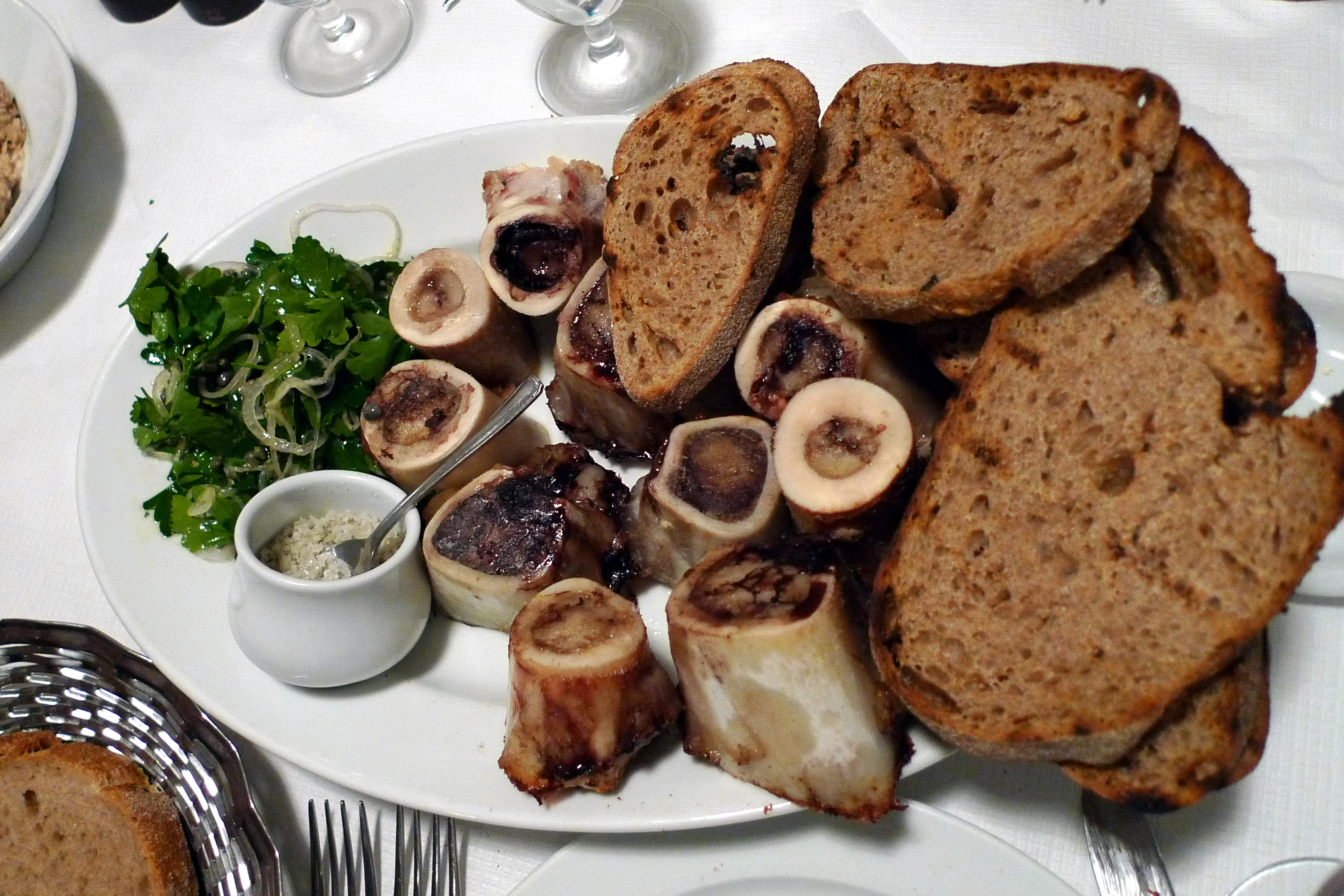
Avec du pain.
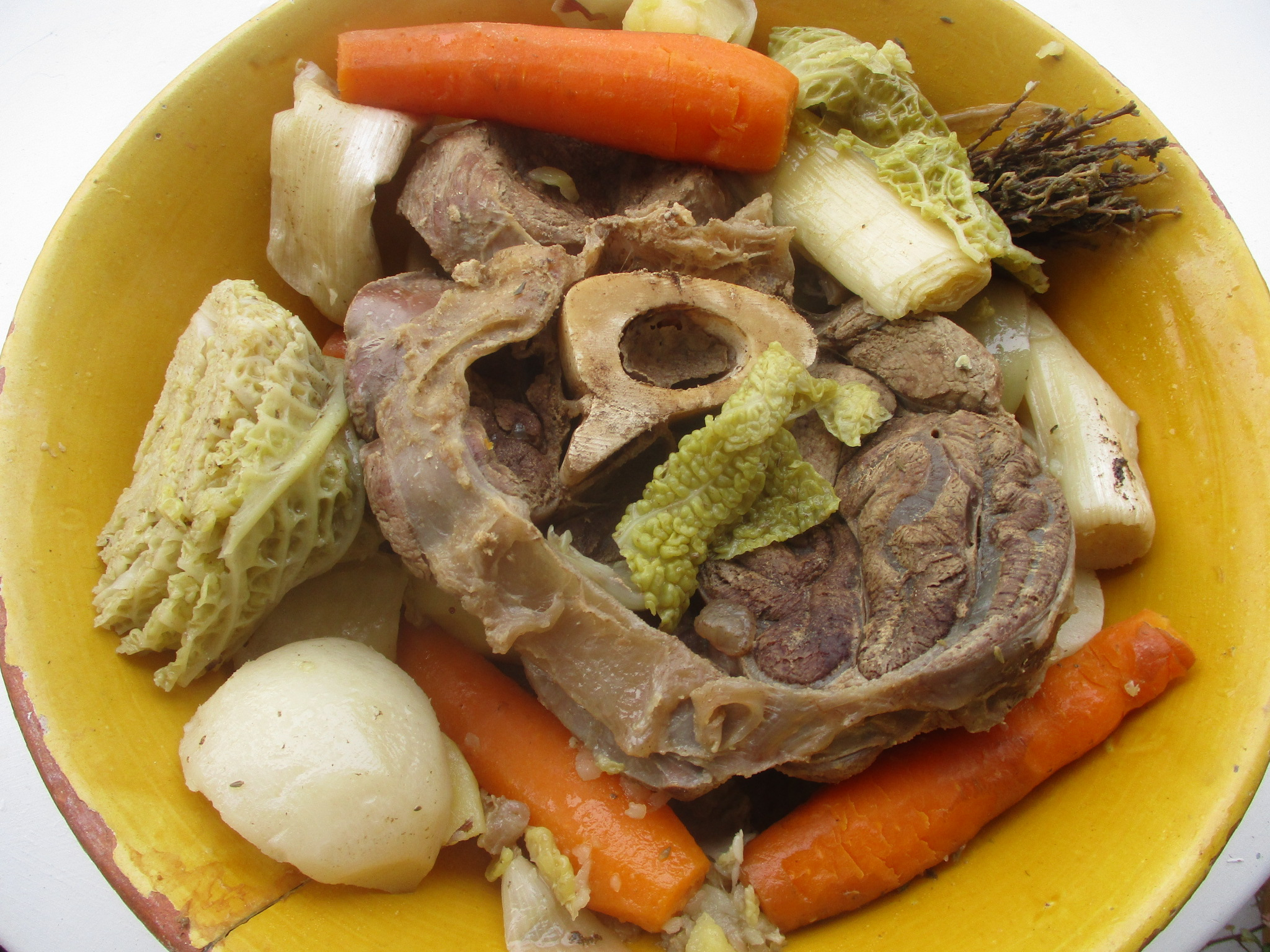
Pot-au-feu.
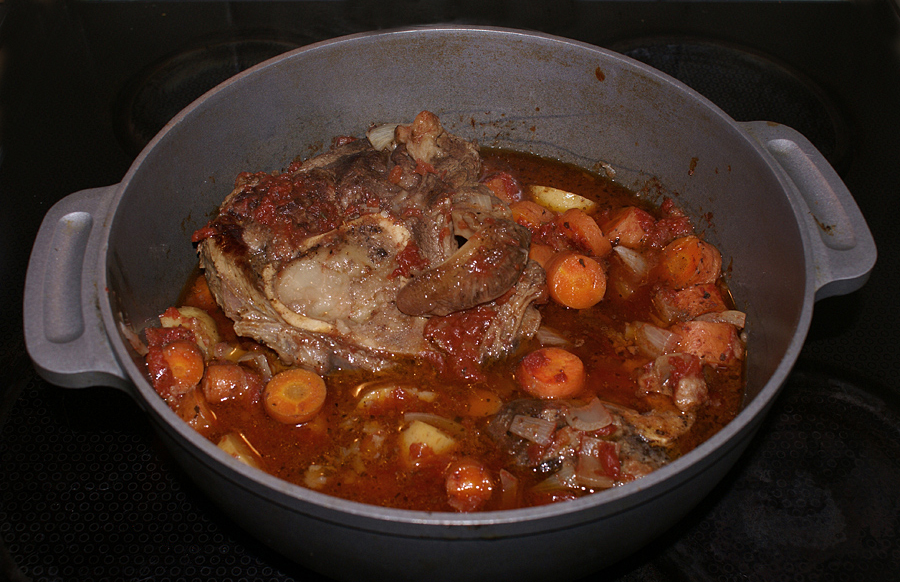
Osso buco.
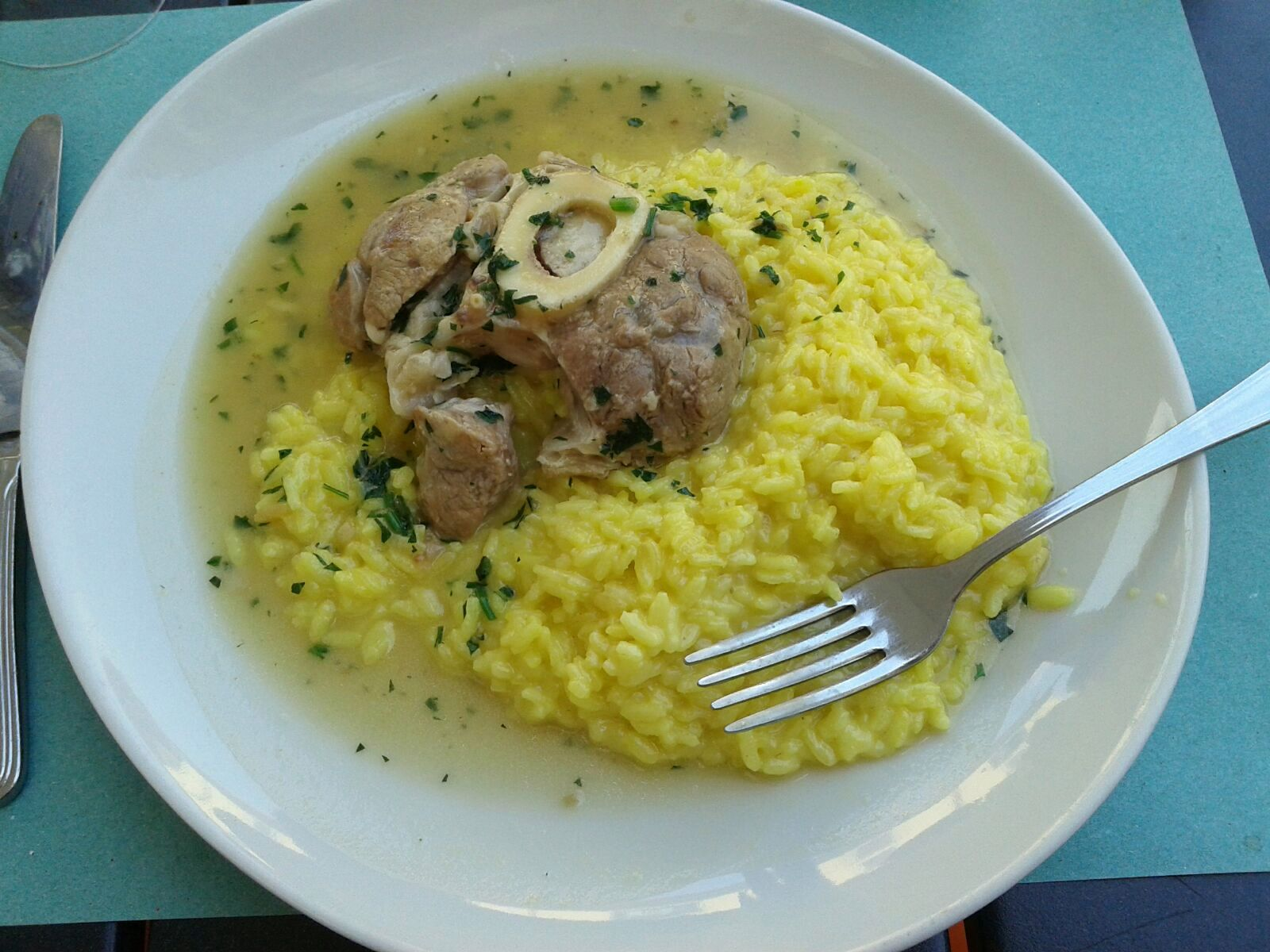
Risotto à la milanaise.
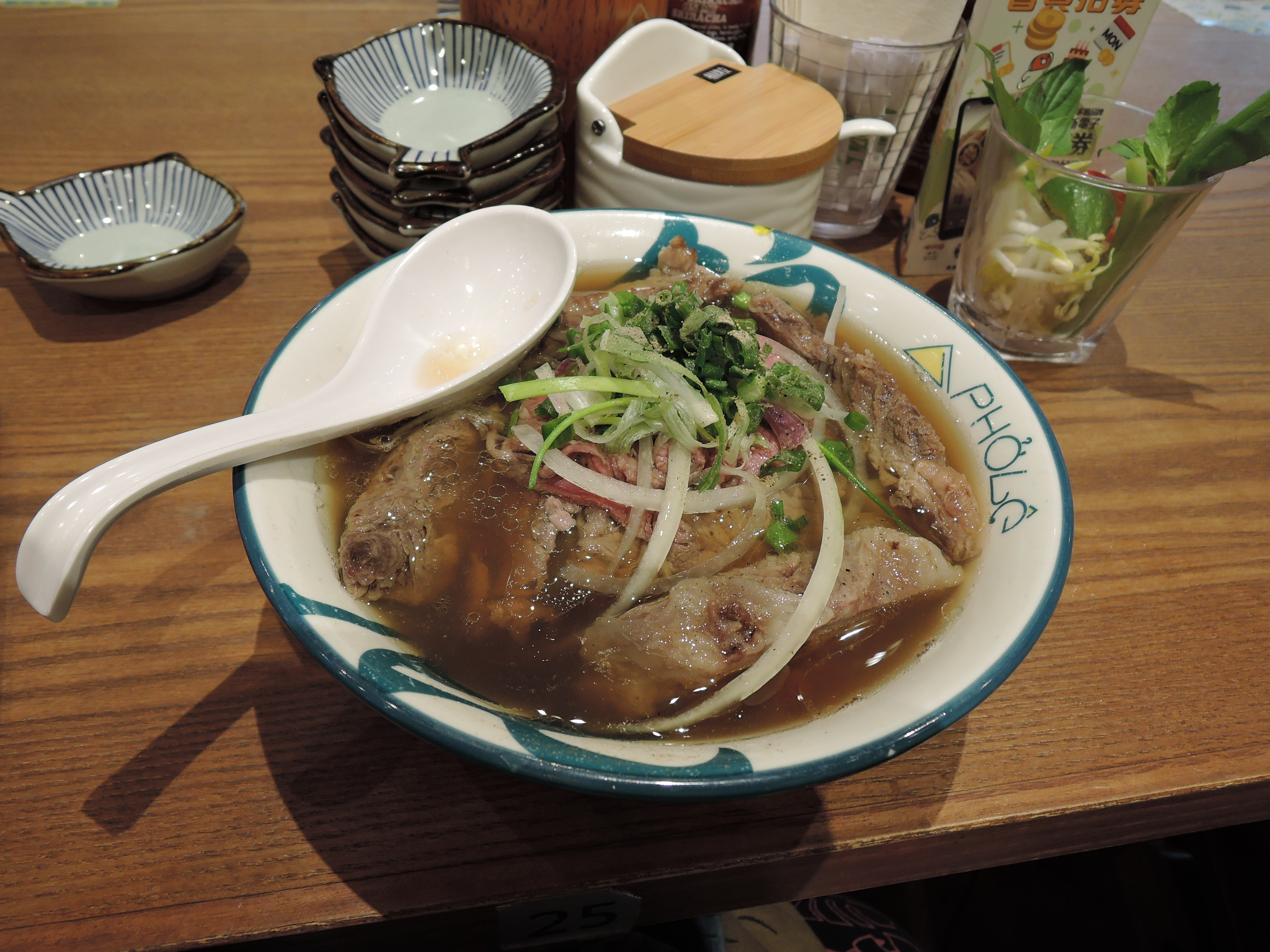
Phở bo (de bœuf).